# Саратовская государственная юридическая академия
Саратовская государственная юридическая академия (до 1994 года — Саратовский юридический институт им. Д. И. Курского, до 2011 года — Саратовская государственная академия права) — федеральное государственное бюджетное образовательное учреждение высшего образования. Имеет 14 учебных корпусов, крупнейшую научно-правовую библиотеку Поволжья, аспирантуру, докторантуру, 3 действующих диссертационных совета.

## История
Появление Саратовской государственной академии права связано с Постановлением ВЦИК от 20 апреля 1931 года «О мероприятиях по подготовке и переподготовке кадров работников советского строительства». Этим постановлением факультет советского строительства и права СГУ был реорганизован в Саратовский институт советского права. Первым директором СЮИ был назначен Клугман М. М.
В 1938 году Саратовский институт советского права переименовывают в Саратовский правовой институт, а в 1939 году в Саратовский юридический институт. В 1948 году Указом ЦИК СССР «Об увековечении памяти Д. И. Курского» институту присваивается его имя.
В годы войны большинство преподавателей и студентов ушло на фронт, те же, кто остался пополнили ряды Кировского полка Саратовской стрелковой дивизии народного ополчения.

Наградная грамота СЮИ им. Д. И. Курского орденом «Знак Почёта»

В 50-80 годы вуз успешно развивался, в 1972 году завершено строительство нового учебного корпуса. Указом Президиума ВС СССР от 16 сентября 1981 года СЮИ был награждён орденом «Знак Почёта».
Приказом Госкомвуза России от 23 июня 1995 года Саратовский юридический институт им. Д. И. Курского был преобразован в Саратовскую государственную академию права.
СГАП сотрудничает со многими зарубежными вузами. Среди них Национальная юридическая академия им. Ярослава Мудрого (Харьков, Украина), Западно-Казахстанский университет (Уральск, Казахстан), Университет им. П. Мендес-Франса (Гренобль, Франция), Университет Париж-8 (Франция), Университет Далласа (США), Южно-Методистский университет (Даллас, США), Второй Неаполитанский университет (Неаполь, Италия), Университет «Ла Сапиенца» (Рим, Италия), Университет Катании (Италия), Университет Амстердама (Нидерланды), Университет Вены (Австрия), Университет Тарту (Эстония), Университет мировой экономики (София, Болгария), Университет Кёльна (Германия).
В 2007 году в стенах СГАП прошли Всероссийские олимпиады школьников по истории и обществознанию.
В 2011 году ГОУ ВПО Саратовская государственная академия права была реорганизована в ФГБОУ ВО Саратовская государственная юридическая академия.

## Ректоры
- Клугман, Марк Миронович (1931—1933)
- Федорцов, Алексей Иванович (1934—1937)
- Клява, Густав Янович (январь 1938— октябрь 1938)[7][8]
- Угрюмов, Пётр Иванович (6 октября 1938—1941)
- Рихтер, Григорий Самуилович (1941—1948)
- Строганов, Василий Иванович (1948—1949)
- Швецов, Анатолий Павлович (1949—1952)
- Маслов, Георгий Митрофанович (1952—1956)
- Познанский, Василий Аввакумович (1956—1964)
- Демидов, Иван Павлович (1964—1972)
- Борисов, Виталий Васильевич (1973—1996)
- Григорьев, Фёдор Андреевич (1996—2006)
- Суровов, Сергей Борисович (2006—2019)
- Ильгова, Екатерина Владимировна (с 2019)

## Учебные подразделения
В настоящее время ФГБОУ ВО «Саратовская государственная юридическая академия» включает следующие учебные подразделения:
- Институт прокуратуры (основатель — В. И. Радченко)[10]
- Институт юстиции
- Институт правоохранительной деятельности
- Институт магистратуры и заочного обучения
- Юридический институт правосудия и адвокатуры
- Межрегиональный юридический институт
- Институт дополнительного образования
- Институт законотворчества
- Астраханский филиал
- Балаковский филиал
- Смоленский филиал

## Кафедры
В Академии действуют следующие кафедры:
- Арбитражного процесса (зав. кафедрой Афанасьев С. Ф.)
- Административного и муниципального права (зав. кафедрой Соколов А. Ю.)
- Гражданского права (зав. кафедрой Соловых С. Ж.)
- Гражданского процесса (зав. кафедрой Исаенкова О. В.)
- Международного права (зав. кафедрой Красиков Д. В.)
- Земельного и экологического права (зав. кафедрой Абанина Е.Н.)
- Информационного права и цифровых технологий (зав. кафедрой Чаннов С.Е.)
- Истории государства и права (зав. кафедрой Туманов С. Н.)
- Иностранных языков (и.о. зав. кафедрой Вьюшкина Е.Г.)
- Конституционного права им. проф. Исаака Ефимовича Фарбера (и.о. зав. кафедрой Колесников А. В.)
- Криминалистики (зав. кафедрой Шапиро Л. Г.)
- Правовой психологии, судебной экспертизы и педагогики (и.о. зав. кафедрой Кленова М. А.)
- Прокурорского надзора и криминологии (зав. кафедрой Варыгин А. Н.)
- Русского языка и профессиональной коммуникации (зав. кафедрой Авдевнина О. Ю.)
- Теории государства и права (зав. кафедрой Белоусов С. А.)
- Трудового права (зав. кафедрой Ерохина Т. В.)
- Уголовного и уголовно-исполнительного права (зав. кафедрой Блинов А. Г.)
- Уголовного процесса (зав. кафедрой Манова Н. С.)
- Физической культуры и спорта (и.о. зав. кафедрой Шитов Д. Г.)
- Философии (зав. кафедрой Невважай И. Д.)
- Финансового, банковского и таможенного права им. проф. Нины Ивановны Химичевой (зав. кафедрой Покачалова Е. В.)
- Экономики (зав. кафедрой Барышникова Н. А.)
- Гражданской обороны и специальной подготовки (и.о. зав. кафедрой Шапран Д. А.)

## Известные преподаватели и выпускники
- См. Ректоры Саратовской государственной юридической академии
- См. Преподаватели Саратовской государственной юридической академии
- См. Выпускники Саратовской государственной юридической академии

## См.также
- Московский государственный юридический университет
- Владимирский юридический институт
- Уральский государственный юридический университет